# Вилмот (Јужна Дакота)
Вилмот (енгл. Wilmot) град је у америчкој савезној држави Јужна Дакота.

## Демографија
По попису из 2010. године број становника је 492, што је 51 (-9,4%) становника мање него 2000. године.
| Група             | 2000.       | 2010.       |
| Белци             | 494 (91,0%) | 435 (88,4%) |
| Афроамериканци    | 0 (0,0%)    | 0 (0,0%)    |
| Азијати           | 2 (0,4%)    | 0 (0,0%)    |
| Хиспаноамериканци | 1 (0,2%)    | 7 (1,4%)    |
| Укупно            | 543         | 492         |